# Хун Тянгуйфу
Хун Тянгуйфу́ (кит. трад. 洪天貴福, упр. 洪天贵福, пиньинь Hóng Tiānguìfú; 23 ноября 1849 — 18 ноября 1864) — второй и последний король Тайпинского небесного государства. Хун сменил отца в возрасте четырнадцати лет и не был уважаем, как его отец, князьями, и о нём плохо говорили. В своей автобиографии, написанной незадолго до собственной казни, Ли Сючэн описал Хуна Тяньгуйфу как «неопытного», «испорченного» и «неспособного». Через четыре месяца после его коронации столица была захвачена цинскими войсками. Король бежал, но был в конце концов схвачен и казнён в возрасте четырнадцати лет методом линчи.